# Булах Григорій Іванович
Григо́рій Іва́нович Була́х (нар. 10 квітня 1938, село Піски Лохвицького району Полтавської області) — український поет, перекладач, прозаїк, майстер художнього слова, Народний артист України.

## Біографія
Народився 10 квітня 1938 р. в с. Піски Лохвицького району на Полтавщині. Батько Іван Дмитрович (1911-1981 рр) - залізничник; мати Палажка Гаврилівна (1912-1981 рр) - домогосподарка; дружина Ольга Миколаївна (1949) — педагог, громадянка Словаччини.
Закінчив Пісківську загальноосвітню школу.
З 1956 по 1961 рік навчався у Лохвицькому технікумі харчової промисловості [Архівовано 18 грудня 2014 у Wayback Machine.] (м. Заводське) за спеціальністю механік.  У цей же час працює слюсарем контрольно-вимірювальної апаратури на Лохвицькому спиртовому заводі (м.Заводське).
З 1961 по 1965 рік навчався на акторському факультеті Київського інституту театрального мистецтва ім. І.Карпенка-Карого за спеціальністю актор драми. 
1977 рік — Заслужений артист УРСР. 
1981 — 1982 рр. вищі курси з питань економіки для керівних кадрів.
З 01.07.1982 року член Національної спілки письменників України.
1988 рік — нагороджений Почесною Грамотою Президії Верховної Ради УРСР.
У 1990—1996 рр. — автор і ведучий програми "Живе слово" на Українському телебаченні.
1994—1998 рр. — член Центрального правління Всеукраїнського товариства "Просвіта" імені Тараса Шевченка.
1993 рік — Народний артист України.
1996 рік — керівник творчо - мистецької групи з питань роз'яснення положень проекту Конституції України.
1998 рік — завідувач ідеологічного відділу Партії національно - економічного розвитку України.
1988 рік — нагороджений Орденом "За заслуги" III ступеня.
17 травня 1997 року Григорія Булаха було обрано академіком Української академії оригінальних ідей.
18.12.1997 року зареєстрований кандидатом у народні депутати України по багатомандатному виборчому округу від Партії національно - економічного розвитку України, № 33 у виборочу списку.
26.01.1998 року зареєстрований кандидатом в народні депутати України, одномандатний виборчий округ № 218, м.Київ від Партії національно - економічного розвитку України.
Свій внесок у розвиток української культури, виховання громадянина - патріота Григорій Булах примножував також як заступник голови Правління "Шевченківський фонд — XXI століття" при Комітеті з Національної премії України імені Тараса Шевченка, шеф-редактором всеукраїнської газети "Християнська Україна", головою Свято-Успенської парафії міста Києва.

## Літературна творчість

"Дзвони Софії" - подарована односельцям

Збірка "Нурт" для земляків

Багатогранна творчість Григорія Булаха визначальною мірою зросла, розвивається на ґрунті художньої творчості українських митців, набутки яких він натхненно пропагує. Це його сподвижництво в царині художнього слова не раз високо поціновували видатні українські письменники га критики.
Академік Іван Дзюба, зокрема, зауважував, що 
| своєрідність творчого і громадянського обличчя, захоплення українською класикою та сучасною літературою дали Григорієві Булаху своєрідну "детонацію": під впливом митця-інтерпретатора в ньому озвався літератор-творець |
Рецензуючи першу поетичну книжку поета «Світанкова зоря», Петро Осадчук означив, що вона, з'явившись на літературному обрії, 
| досить виразно осяяла нове поетичне ім'я - Григорій Булах, яке, будемо сподіватися, чимдалі яскравішатиме і не загубиться серед численних зірок і сузір 'їв у високому небі нашої літератури |
Поет Дмитро Павличко у вступному слові до книжки відзначає, що Григорій Булах 
| ...торкає лагідно струну інтимних почувань, він взагалі вміє говорити ніжно й ласкаво. 1 справді, як не згадати ніжного й тривожного автора «Червоної зими», коли читаєш рядки |
|  | День стоїть налитий, Як весільна чара. Промені барвисті — Ніби рушники. День такий сьогодні — Зовсім незвичайний! Сипонув з палітри Жар на вишняки |

У передмові до книги Григорія Булаха "Нурт" відомий письменник Юрій Мушкетик, оглядаючи творчий шлях митця, зазначає: 
| Він далеко не використав своїх потенцій, набутих за життя тем, поле його далеко не вижате, а людина він експресивна, сповнена енергії, вибухова, і все це дає нам підстави сподіватися від нього нових ужинків поетичних і прозових. Тож побажаємо йому сягнистого кроку, невтомності, удач на важкій дорозі пошуку Добра та Істини |
Пісні звучать в програмах радіо і телебачення, репертуарі художніх колективів, відомих майстрів мистецтва Дмитра Гнатюка, Софії Ротару, Віталія Білоножка, Павла Дворського, Володимира Бистрякова, Лідії Михайленко, Назарія та Дмитра Яремчуків, Фемія Мустафаєва, Алли Кудлай, Василя Волощука, Семена Торбенка.

### Книги
- "Дзвони Софії" (героїко - патріотичні поезії) (1999)
- "Світанкова зоря"
- "Злива"
- "Українська поезія 20-х років"
- "М.Ситник. Катам наперекір" (про національно - визвольні змагання в Україні)
- Збірка віршів "Світанкова зоря" (1979)
- Книга новел "Злива" (1982)
- "Нурт" Поезії. Проза. Есе (1998)

### Пісні
- Україно, моя вишивана
- Дзвони Софії
- Зелений клин
- Краю мій лелечий
- Батькова сорочка
- Музика стремен
- Молитва
- Мово моя

## Перекладацька діяльність
Добре володіє словацькою та чеською мовами.

## Міжнародна діяльність
Значним є внесок українського митця у розвиток міжнародного культурного співробітництва, зокрема, із братньою Словаччиною. Він є безпосереднім ініціатором випуску багатомільйонним тиражем у Празі ювілейних поштових марок Т. Г. Шевченка і у Києві - словацького поета П. Й. Шафарика.
Видання за ініціативи і безпосередньої участі Григорія Булаха праці словацького письменника-українознавця, очевидця і літописця Полтавської битви 1709 року Даніела Крмана "Подорожній щоденник (Itinerarium 1708 - 1709)" схвально оцінив екс - Президент України Л. Д. Кучма, нагородивши його орденом князя Ярослава Мудрого. У його відгуку зазначається, що ця чудова книга відкриває для нашого читача нові сторінки з історії славного українського козацтва.
На даний час Григорій Булах вирішив творчо-організаційні питання, пов'язані з увіковіченням пам'яті Григорія Сковороди у Братиславі та Даніела Крмана у Полтаві. Меморіальна дошка першому вже відкрита. Твори Григорія Булаха перекладено польською, словацькою, чеською, англійською, німецькою, вірменською, грузинською та іншими іноземними мовами.